# August Helms

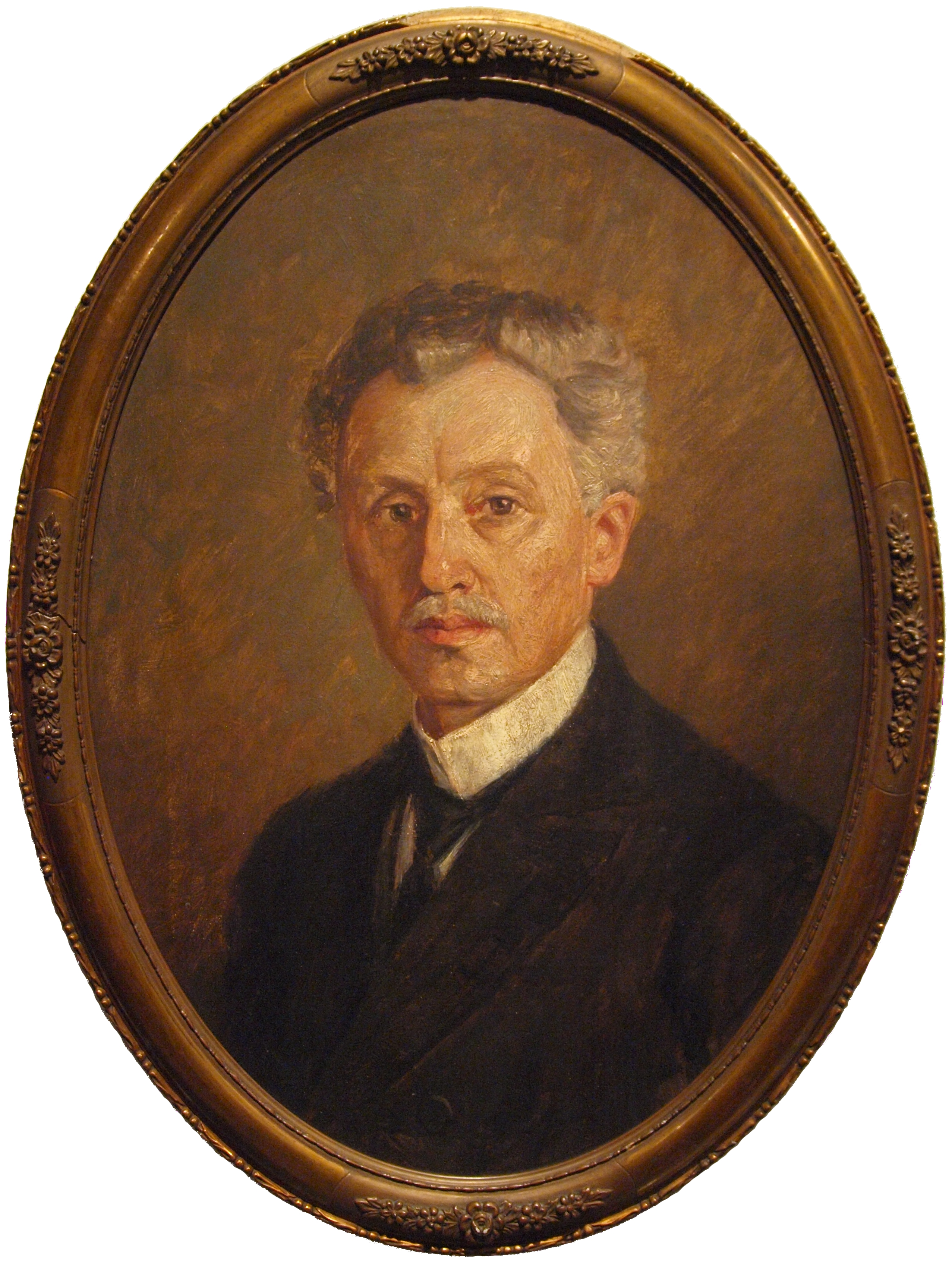
August Heinrich Christian Wilhelm Helms, Gemälde von Richard Eddelbüttel

Heinrich Christian Wilhelm August Helms (* 20. April 1847 in Salzderhelden; † 22. Juni 1920 in Harburg) war Senator, Kaufmann und Gründer des Museumsvereins für den Stadt- und Landkreis Harburg.

## Leben
1876 wurde August Helms Inhaber eines Kohlen- und Holzgeschäftes. 1888 handelte er europaweit mit Mehl und Futtermitteln in einem Hamburger Kontor. 1897 erwarb er die Harburger Schlossmühle, die von Herzog Otto I. im Jahre 1527 erbaut wurde. August Helms war Vorstand und Gründer zahlreicher Vereine, so geht der Harburger Bürgerverein von 1894 auf ihn zurück. 1898 stellte er mit der Gründung des Museumsvereins für den Stadt- und Landkreis Harburg die Weichen für das zukünftige Archäologische Museum Hamburg - Helms-Museum. August Helms wurde nach seinem Tode auf dem alten Harburger Friedhof beerdigt.

## Ehrungen

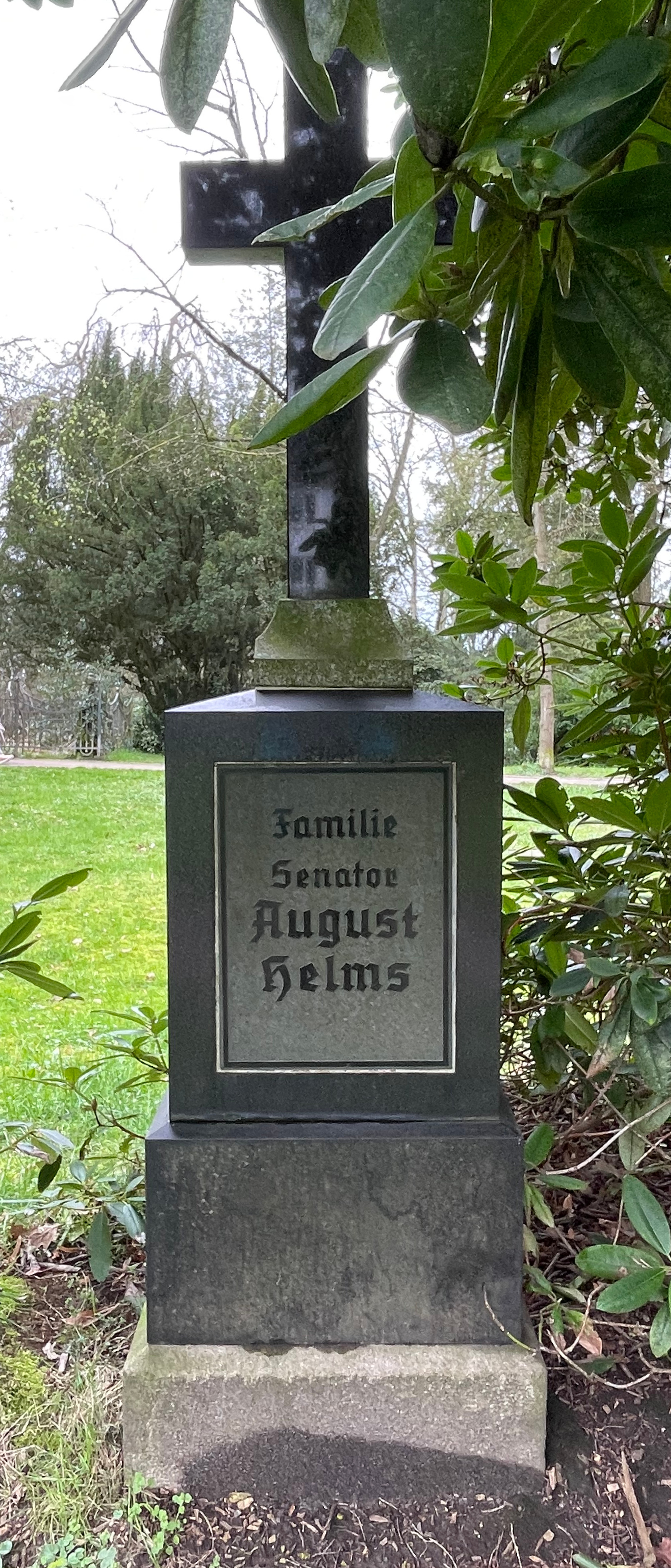
Familienbegräbnis von August Helms auf dem Alten Friedhof Harburg

1950 wurde der Helmsweg in Hamburg-Harburg nach August Helms benannt. 